# Saison 2 de The Middle
Chronologie
Saison 1 Saison 3
Cet article présente la liste des épisodes de la deuxième saison de la série télévisée américaine The Middle.

## Généralités
- Aux États-Unis, cette saison a été diffusée entre le 22 septembre 2010 et le 25 mai 2011 sur le réseau ABC.
- Au Canada, cette saison n'a pas été diffusée sur une chaîne canadienne.
- En France, cette saison a été diffusée entre le 26 mai 2012 et le 30 juin 2012 sur Comédie !, entre le 2 février 2013[1] et le 23 février 2013 sur Chérie 25[2], entre le 30 mai 2015 et le 1er août 2015 sur NRJ 12[3].
- En Suisse, cette saison a été diffusée entre le 19 octobre 2011 et le 29 novembre 2011 sur RTS Un.

## Distribution

### Acteurs principaux
- Patricia Heaton (VF : Véronique Augereau) : Frances "Frankie" Heck, la mère de la famille
- Neil Flynn (VF : Marc Alfos, puis Patrick Béthune) : Mike Heck, le mari de Frankie, et donc le père de la famille.
- Charlie McDermott (VF : Olivier Martret) : Axl Heck, le fils rebelle de la famille
- Eden Sher (VF : Olivia Luccioni) : Sue Heck, la fille étrange de la famille
- Atticus Shaffer (VF : Tom Trouffier) : Brick Heck, le plus jeune fils

### Acteurs récurrents
- Jeanette Miller (en) (VF : Lucie Dolène) : Edie Spence
- Frances Bay : Ginny Spence
- Brock Ciarlelli (VF : Adrien Jolivet) : Brad
- Blaine Saunders (VF : Leslie Lipkins) : Carly
- Jen Ray (VF : Anne Mathot): Nancy Donahue
- Beau Wirick (VF : Nicolas Koretzky) : Sean Donahue
- Brian Doyle-Murray (VF : Vincent Grass) : Don Elhert
- Peter Breitmayer (VF : Michel Voletti) : Pete
- Greg Cipes (VF : Hervé Rey) : Chuck
- Sean O'Bryan (VF : Jean-Luc Atlan) : Ron Donahue
- Julie Brown (VF : Régine Teyssot) : Paula Norwood
- Pat Finn (en) (VF : Bertrand Dingé) : Bill Norwood
- Katlin Mastandrea (en) (VF : Gwenaëlle Jegou) : Ashley

### Acteurs invités
- Doris Roberts (VF : Perrette Pradier) : Mme Rinsky
- Matthew Moy : Takayuki
- Norm McDonald (VF : Philippe Peythieu) : Rusty Heck
- John Cullum (VF : Michel Ruhl) : Big Mike
- Marsha Mason (VF : Évelyn Séléna) : Pat
- Jerry Van Dyke (VF : Jean-François Laley) : Tag
- Mary-Pat Green (VF : Sylvie Genty) : Mme Larimer

## Épisodes

### Épisode 1:Une famille presque parfaite
- États-Unis : 22 septembre 2010 sur ABC[4]
- Suisse : 19 octobre 2011 sur RTS Un[5]
- France :
  - 26 mai 2012 sur Comédie ![6]
  - 7 septembre 2014 sur Chérie 25[7]

- États-Unis : 8,80 millions de téléspectateurs[8] (première diffusion)

Après un été passé à s'ennuyer, c'est la rentrée chez les Heck, les enfants se lèvent en retard, Frankie n'a rien prévu pour leur déjeuner, n'a acheté aucune fourniture pour Sue et de nouveau sac pour Brick, les enfants finissent même par louper le bus et Frankie arrive en retard à la concession. Devant son énorme manque d'organisation, le soir même Frankie décide de changer et fait part de leur nouvelle organisation à Mike. Le lendemain matin, Axl se lève à l'heure, Brick a un nouveau sac et Frankie a prévu les chèques pour Sue afin qu'elle puisse s'acheter son sweat de cross-country. Elle prévoit aussi des brownies pour toutes les ventes de pâtisseries qu'elle aura cette année. Brick n'aime pas son nouveau sac car il n'a pas le même écho que son ancien sac, qu'il considérait comme son meilleur ami. Après avoir compris que Brick a mis son sac sur sa tête devant toute la classe, Frankie veut prendre les devants et va voir d'elle même la nouvelle institutrice de Brick pour l'avertir des comportements étranges de son fils. Mike la suit à contre-cœur, mais l'institutrice de Brick va accuser Frankie de mère poule et qu'elle protège trop son fils, après avoir négocié avec elle de ne jamais venir aux sorties parents de l'année, l'institutrice accepte de garder un œil sur Brick et le met donc au premier rang de la classe. Brick ne veut plus aller à l'école, car il préférait être tranquille au fond de la classe, Frankie retourne donc voir la terrible prof de Brick pour lui demander de remettre Brick au fond, celle-ci en a marre des visites de Frankie et la traite cette fois de mère crampon.
De son côté, Axl a des problèmes avec son cycle de sommeil depuis qu'il doit se lever à l'heure, et se lève à cinq heures du matin parce qu'il n'arrive plus à dormir, ou se fait un barbecue en pleine nuit. Sue ne quitte plus son nouveau sweat de cross-country qu'elle porte fièrement, malgré la chaleur étouffante, et finit par faire un malaise lors du rassemblement d'automne de son club, et gâcher la cérémonie mais elle est heureuse d'apparaître à la une du journal de l'école.
- C'est le premier épisode avec Pete.
- Quand elle fouille dans le camion-poubelle à la recherche du vieux sac de Brick, Frankie s’exclame du « Ouh Pinaise ! » de Homer Simpson, en VF. Notons que Véronique Augereau, qui double Frankie, est la voix française de Marge Simpson, et qu’elle est mariée à Philippe Peythieu, qui double Homer.

### Épisode 2:Le Choix de Frances
- États-Unis : 29 septembre 2010 sur ABC
- Suisse : 20 octobre 2011 sur RTS Un
- France :
  - 26 mai 2012 sur Comédie !
  - 7 septembre 2014 sur Chérie 25

- États-Unis : 8,35 millions de téléspectateurs[9] (première diffusion)

Le grand jour approche pour Axl, il va participer pour la première fois au match de football de la grande parade. Frankie est ravie, elle va pouvoir l'accompagner sur le terrain comme le veut la tradition et ainsi rendre jalouse toutes les autres mères, et elle compte bien profiter de ce moment avec son fils, car ils se font de plus en plus rare ces temps-ci. Elle veut donc que tout soit parfait, et veut se trouver la plus belle robe. Malheureusement, Sue arrive avec son planning de cross-country, et sa première course tombe le même jour que la grande parade. Mike et Frankie doivent donc se séparer, mais tous deux veulent aller à la grande parade, quand Mike l'annonce à Sue, elle ne comprend pas bien et pense que seul son père ne l'accompagne pas, Frankie se retrouve donc dans l'obligation d'aller à la course pour ne pas attrister sa fille. Frankie va donc tout tenter pour aller quand même à la grande parade, en faisant comprendre à Sue que c'est un événement que personne ne veut manquer lors des préparatifs à la concession, mais Sue ne saisit pas le message et parle encore de sa course, heureuse que sa mère puisse être enfin fière d'elle, Frankie demande alors l'aide d'Axl pour convaincre sa sœur de laisser sa mère l'accompagner, mais la situation ne semble pas du tout déranger Axl. Mike parvient alors à trouver la solution, en convainquant le coach de Sue d'avancer de trente minutes la course, ainsi Frankie peut aller aux deux.
Mike veut responsabiliser son fils en lui demandant de s'occuper du ramassage des feuilles mortes, même si Frankie pense que c'est une mauvaise idée, leur fils ne sachant même pas se moucher seul. Mais, Mike veut lui prouver le contraire, mais Brick s'applique méticuleusement en triant les feuilles et en faisant attention de ne manquer aucune feuille, après onze jours Brick termine enfin et à la perfection sa tâche. Mais, le petit garçon s'interroge sur le sort des feuilles mortes et demande à son père de les relâcher dans la forêt.

### Épisode 3:Visite de contrôle
- États-Unis : 6 octobre 2010 sur ABC
- Suisse : 21 octobre 2011 sur RTS Un
- France : 26 mai 2012 sur Comédie !

- États-Unis : 8,03 millions de téléspectateurs[10] (première diffusion)

Frankie insiste pour que Mike se rend chez le médecin pour faire une visite de contrôle, lui qui ne s'y rend jamais même quand il est malade, et elle trouve qu'il se déglingue petit à petit, Mike n'en revient pas que Frankie pense ça, et il lui répond qu'elle non plus n'est plus toute jeune. Quelques heures plus tard, Frankie va acheter des couches pour le bébé que Sue doit garder, mais le vendeur l'emmène dans le rayon des couches pour adultes pensant qu'elle cherche des couches pour elle. Frankie est vexée et s'énerve violemment, n'acceptant pas qu'on puisse la considérer comme une grand-mère incontinente.  
Axl et Sean mènent une étude scientifique un peu particulière sur l'impact des jeux vidéo sur les jeunes, et ne quittent plus leur console. De son côté Sue se met en tête que Sean est amoureuse de lui après un été où ils se sont rapprochés (dans sa tête), quand il n'hésite pas à faire un détour pour la ramener à la maison de son baby-sitting, et Carly n'arrange rien quand elle confirme les idées de Sue en lui disant que c'est normal qu'il l'ignore, car c'est un signe d'amour ou encore en validant une lettre à l'eau de rose que Sue a écrit pour Darrin, que toute bonne copine aurait empêché de donner. Frankie se sent vieille après les remarques du vendeur, et alors qu'elle se baisse pour débrancher la console d'Axl, elle se coince le dos mais fait tout pour que Mike ne le découvre pas après ce qu'elle lui a dit plus tôt. Brick, quant à lui, découvre que sa mère lui a menti pour qu'il ne mange pas trop de friandises, à partir de là il va remettre en question tout ce que sa mère lui a dit auparavant, et va aller un peu trop loin en n'hésitant pas à rentrer avec un inconnu. Mike reçoit une carte de Bob, qui s'immisce de plus en plus dans leur vie, lui rappelant que c'est leur anniversaire de mariage à lui et Frankie, et invite sa femme au restaurant pour fêter ça, mais Frankie est allongée au sol et ne peut pas bouger, mais ne dit rien à Mike, lui qui revient de sa visite chez le médecin qui n'a décelé aucun problème. Sue se persuade ensuite d'être au cœur d'un triangle amoureux, quand Brad, son ex-petit copain débarque chez elle et que Sean est dans la même pièce, et pense même l'avoir anéanti quand elle lui annonce que c'est fini entre eux. Dans une situation trop compliquée, Sue décide d'abandonner ses histoires de cœur, et de se concentrer sur le cross-country. 
Dans la voiture d'Axl, Sean tombe sur la lettre de Sue, mais heureusement Axl est là pour la couvrir.

### Épisode 4:Magie, prières et punition
- États-Unis : 13 octobre 2010 sur ABC
- Suisse : 24 octobre 2011 sur RTS Un
- France :
  - 7 26 mai 2012 sur Comédie !
  - 7 septembre 2014 sur Chérie 25

- États-Unis : 7,98 millions de téléspectateurs[11] (première diffusion)

Mike surprend Axl dans un fast-food avec ses collègues, au moment où son fils est censé être au lycée. Axl lui avoue qu'il ne séchait pas les cours, mais qu'il a été viré cinq jours du lycée pour être sorti du lycée pour aller manger dehors avec ses amis. Mike ne veut pas laisser Axl passait ses journées devant la télé, et pour le punir il l'emmène avec lui à la carrière. Les premiers jours Mike confie à Axl toutes les corvées administratives, Axl trouve le boulot de son père très ennuyant, tandis que Mike a hâte que ces cinq jours soient passés. En passant ses journées avec Axl, Mike se rend compte que son fils est complètement idiot, il l'envoie alors directement sur le terrain au "trou", mais Axl trouve finalement ce boulot génial et se lie même d'amitié avec les employés de la carrière, et se met dans la tête de travailler directement après le lycée et de ne pas aller à la fac. Face aux nouveaux projets de son fils, Mike veut le faire réagir et l'emmène voir la vie de Chuck, le nouveau modèle d'Axl, en arrivant ils tombent sur une fête où Axl insiste pour aller, mais Mike lui avoue tout en disant qu'il le trouve complètement idiot et que jusqu'à ce qu'il grandisse, c'est lui qui prendra toutes les décisions pour son fils.

### Épisode 5:L'Étudiant étranger
- États-Unis : 20 octobre 2010 sur ABC
- Suisse : 25 octobre 2011 sur RTS Un
- France :
  - 2 juin 2012 sur Comédie !
  - 7 septembre 2014 sur Chérie 25

- États-Unis : 8,54 millions de téléspectateurs[12] (première diffusion)

Après s'être rendu à l'église en famille et sous les conseils insistants de sa voisine Nancy, Frankie se convainc d'accueillir un étudiant étranger, ce qui pourrait rendre sa famille plus ouverte et tolérante. C'est ainsi que débarque Takayuki, un jeune Japonais qui n'apprécie guère de rester allongé sur le canapé à longueur de journée en se nourrissant de burgers... Toute la famille essaie de l'intégrer dans leur vie, Axl essaie de s'en servir au lycée pour plaire aux filles, Brick lui fait partager ses savoirs sur la culture japonaise ce qui l'endort, Sue veut partager un karaoké avec lui, loisir national au Japon, et Mike l'emmène pêcher, pendant que Frankie essaie de lui faire goûter désespérément des toasts. Après avoir partagé un moment avec Takayuki, les quatre reviennent avec la même conviction : ils ont eu un tocard. Frankie essaie de les faire relativiser en disant qu'elle aimerait bien les voir se retrouver tout seul au Japon, et être totalement intégré en cinq jours. Frankie tombe sur Nancy qui lui dit que son étudiant, Esteban, leur cuisine un plat espagnol tous les soirs et leur fait découvrir des jeux traditionnels, en retrouvant sa famille Frankie est elle aussi persuadée qu'ils ont eu un tocard.

### Épisode 6:Halloween
- États-Unis : 27 octobre 2010 sur ABC
- Suisse : 26 octobre 2011 sur RTS Un
- France :
  - 2 juin 2012 sur Comédie !
  - 7 septembre 2014 sur Chérie 25

- États-Unis : 9,54 millions de téléspectateurs[13] (première diffusion)

C'est Halloween cette semaine, Mike et Frankie se mettent à sculpter les citrouilles comme tous les ans, mais les enfants semblent peu enclins à les aider, à part Brick qu'ils auraient préférer éviter. Frankie tente de convaincre Mike d'aller à une fête déguisée chez des amis pour Halloween, mais il n'a pas du tout envie de se déguiser, malgré les achats de Frankie.
Pour la première fois, Sue est invitée à une soirée pour Halloween, ce qui ravit Brick qui n'aura pas à jouer les accessoires de costume de sa sœur. Au collège, Sue apprend que c'est une soirée où il faut aller accompagné d'un garçon, et Carly lui informe que d'après les rumeurs elle plairait à un garçon, Sue est excitée à l'idée de recevoir son premier baiser même si elle n'a aucune idée de qui il s'agit. Mais, Warren le garçon en question vient trouver Sue pour couper court aux rumeurs et lui annoncer qu'elle ne lui plaît pas, Sue fait bonne impression devant lui, mais craque dans son casier, par la suite, elle rentre déprimée de voir qu'aucun garçon ne veut d'elle, et pour éviter qu'elle se retrouve seule le soir d'Halloween, Frankie lui conseille d'aller à la fête d'Halloween de la paroisse. Là bas, elle est aux anges, car elle y retrouve le révérend Tim Tom, qui se souvient de son prénom et est de retour à Orson. Elle lui raconte ses mésaventures, et pour la consoler il lui interprète une de ses traditionnelles chansons à la guitare et demande à Sue de l'accompagner au tambourin, avec le plus grand mal, car elle n'a trouvé aucun cavalier. La soirée se termine par la traditionnelle virée en charrette à foin, où l'inimaginable se produit pour Sue, lorsqu'un garçon lui propose qu'ils s'embrassent.
Brick se déguise en sergent de la grande guerre McKenzie, il est agacé que pendant sa tournée de bonbons personne ne reconnaisse son déguisement, mais finit par trouver un vieux voisin qui le reconnaît et termine la soirée chez lui. Débarrassés de Brick, Mike et Frankie se rendent à leur fête où ils croisent Bob en train de ramasser des bonbons, Frankie reproche toujours à Mike d'être trop renfermé et de ne pas savoir s'amuser, c'est à ce moment qu'il arrête deux ados avec des rouleaux de papier toilette avant qu'il ne les lance sur les maisons, ce qui conforte les idées de Frankie. À la soirée, Mike reste raide comme un piquet sur la piste de danse, pendant que Frankie lui tourne autour. À leur retour à la maison, Frankie s'attaque à nouveau à Mike, il se met alors à lancer les rouleaux de papier toilette qu'il avait gardé pour lui prouver que lui aussi peut être marrant. Les deux tantes sont chargées de tenir la maison pendant l'absence de la famille, et de s'occuper de la distribution de bonbons, mais les deux s'endorment toute la soirée.

### Épisode 7:Le Jour de ma naissance
- États-Unis : 3 novembre 2010 sur ABC
- Suisse : 27 octobre 2011 sur RTS Un
- France :
  - 2 juin 2012 sur Comédie !
  - 14 septembre 2014 sur Chérie 25

- États-Unis : 9,42 millions de téléspectateurs[14] (première diffusion)

Pour son anniversaire Brick invite les vingt quatre élèves de sa classe à la maison, et prévient Frankie trois jours avant. Il demande aussi à ce qu'on lui raconte le jour de sa naissance, un secret bien gardé par toute la famille que Brick a bien remarqué le changement d'attitude de sa famille dès qu'il tente d'aborder le sujet. Il tente de soutirer la vérité à Sue car il pense qu'on ne veut rien lui dire car il a été adopté, elle lui fait alors croire qu'elle a écrit une histoire sur le jour de sa naissance et qu'elle lui offrira à son anniversaire, et elle se débarrasse de son frère en l'enfermant dans le placard et court informer ses parents que Brick insiste de plus en plus pour avoir la vérité. Mike est d'avis à ce qu'ils lui disent la vérité pour éviter qu'il ne fasse comme avec Sue, quand elle croyait encore que les licornes existaient et qu'elle en avait fait un exposé au collège, mais Frankie préfère le laisser penser croire qu'il a été adopté. Le jour de son anniversaire arrive, les invités doivent lire un livre puis terminent la "fête" à la bibliothèque. Brick reçoit un robot en cadeau mais il est plus fasciné à lier le mode d'emploi en plusieurs langues, mais il n'oublie pas la promesse de ses parents et demande l'histoire du jour de sa naissance. Frankie invente une histoire en disant que Mike est arrivé en retard le jour de l'accouchement car il ne voulait pas payer pour le parking, et est tombé et s'est cogné en entrant dans la chambre et n'a donc rien vu de la naissance de son fils.
Brick la croît et s'en contente, mais à la maison Axl trahit le secret en apprenant que Brick sait tout, il dit qu'il pourra enfin retourner se baigner dans la piscine des Ferguson. Brick comprend que sa mère ne lui a toujours pas dit la vérité, et exige la vraie version de l'histoire. Frankie ne peut plus reculer et lui avoue tout : en arrivant à la clinique, ils ont bénéficié d'une chambre première classe, car on les appris pour les Ferguson, Frankie ne dit rien et se fait donc passer pour Mme Ferguson. Après l'accouchement, la sage-femme propose à Mike de l'accompagner avec le bébé, mais il est plus occupé à suivre le match et lorsqu'il doit repartir avec le bébé, il se retrouve face à deux bébés Ferguson, bien sûr il choisit le mauvais bébé. Brick apprend alors que ses parents ont mis un mois avant de se rendre compte que ce n'était pas leur fils, après un appel de l'hôpital. Brick passe les jours suivants enfermé dans sa chambre ne voulant plus adresser la parole à sa famille, jusqu'à ce qu'un beau jour il en sorte et pardonne ses parents, en disant qu'il trouve l'histoire de sa naissance super cool, mais exige en contrepartie une liste de dizaines de cadeaux, dont un poney.

### Épisode 8:Meilleures Amies
- États-Unis : 17 novembre 2010 sur ABC
- Suisse : 1er novembre 2011 sur RTS Un
- France :
  - 2 juin 2012 sur Comédie !
  - 14 septembre 2014 sur Chérie 25

- États-Unis : 9,19 millions de téléspectateurs[15] (première diffusion)

C'est le week-end, qui pour Frankie est loin d'être synonyme de détente, car elle doit faire tout ce qu'elle n'a pas le temps de faire la semaine, dont les courses. Brick veut prendre plus d'indépendance et en a marre d'accompagner sa mère aux courses et insiste pour rester à la maison. Frankie ne pense pas qu'il soit assez responsable pour rester seul et lui propose alors de passer l'après-midi chez ses tantes pendant qu'elle est aux courses, une après-midi horrible qu'il passe devant la télé entre ses deux tantes et dans un nuage de fumée. Il lui demande alors à nouveau de rester seul à la maison la semaine suivante, mais sa mère lui explique qu'à son âge Sue et Axl étaient obligés de l'accompagner, Brick ne tarde pas à découvrir qu'elle lui a menti lorsque Sue et Axl lui ont dit qu'ils pouvaient rester à la maison depuis qu'ils ont neuf ans, l'âge que Brick vient d'avoir. La semaine suivante, Frankie le laisse donc seul pendant qu'elle part aux courses, non sans inquiétude elle est rassurée quand elle le voit plongé dans son livre. Mais Brick finit son livre et cherche de quoi s'occuper en vidant le rouleau d'aluminium pour jouer au robot ou en buvant les produits de toilette. À son retour, Frankie est rassurée lorsqu'elle retrouve Brick sur le canapé, mais en entrant dans la cuisine elle voit que Brick se faisait une pizza en utilisant le four qui sert de rangement des couettes, et a donc manqué de mettre le feu à la maison, Frankie s'énerve et oblige alors son fils à l'accompagner aux courses la semaine suivante.
Sue a besoin de quelqu'un pour l'emmener elle et ses amies au cinéma, Mike supporte donc les commérages des trois ados dans la voiture et décide d'accompagner sa fille au cinéma lorsqu'il apprend qu'il y aura des garçons. Au cinéma, Shannon, une amie de Sue profite de ce que Sue est parti aux toilettes pour inviter Carly, mais ne veut pas inviter Sue, une conversation que Mike a entendu. Quand Mike en parle à Frankie, elle lui conseille de ne pas se mêler de ça, et de laisser sa fille régler ces histoires de filles. Mais, Mike ne peut s'empêcher d'intervenir et essaie de faire comprendre avec subtilité à sa fille le double jeu de Shannon, en s'immiscent dans leur séance de révisions. La semaine suivante, le jour de la soirée pyjama, Mike décide de partager la soirée avec sa fille devant Twilight pour ne pas la laisser seule. Shannon appelle Sue pour demander son sac de couchage à prêter, Mike décide de l'amener lui-même pour rapporter au père de Shannon l'attitude de sa fille et tenter de la faire accepter d'inviter Sue, mais Mike se rend compte que le père de Shannon n'en a rien à faire et qu'il fait tout ce que sa fille lui ordonne.

### Épisode 9:Thanksgiving II
- États-Unis : 24 novembre 2010 sur ABC
- Suisse : 2 novembre 2011 sur RTS Un
- France : 9 juin 2012 sur Comédie !

- États-Unis : 8,25 millions de téléspectateurs[16] (première diffusion)

Frankie est en colère, quand elle apprend que sa mère va chez sa sœur pour Thanksgiving, mais ne se laisse pas abattre et décide d'organiser la fête, et rappelle à Mike de ne pas oublier d'inviter son père, toujours très difficile à convaincre. En se rendant chez son père, Mike apprend par le facteur qu'il est à l'hôpital, et là bas il comprend que son père y est depuis trois semaines et qu'il ne l'a même pas prévenu. Il parvient finalement à l'amener chez lui pour les fêtes, n'ayant d'autre choix, car son père ne peut pas vivre seul. Frankie conseille à Mike de prévenir son frère de l'état de santé de leur père, en se rendant chez Rusty, son frère, il découvre qu'il vit dans une tente après l'incendie de sa maison et qu'il ne lui a rien dit. Mike revient donc à la maison avec Rusty et n'arrive pas à comprendre pourquoi son père et son frère ne lui ont rien dit de leurs problèmes, Frankie lui répond que c'est parce qu'ils ne parlent pas assez entre eux. Mike essaie alors de leur faire comprendre, que le mieux serait que Rusty aille habiter chez son père pour s'occuper de lui, mais ni son père ni son frère ne semblent être inquiets de leur situation et préfèrent se débrouiller seuls.
Brick est excité depuis qu'il a appris par Frankie qu'une bibliothécaire, la nouvelle copine de Bob allait venir chez lui, et décide de ranger sa chambre, ce qui déboussole son frère qui ne retrouve plus rien. Sue, elle veut partager un moment entre mère et fille, en cuisinant une recette très compliquée, pour elle, une tarte aux pommes, mais elle a le plus grand mal à la terminer, après s'être coupé le doigt, le menton en expérimentant de nouvelles techniques pour éplucher les pommes, et manque de l'achever lorsqu'elle se la prend sur le pied. Lors du repas de Thanksgiving, Bob est jaloux de Brick quand il le voit complice avec sa copine, partageant leur passion commune : les livres, et entre en compétition avec l'enfant de neuf ans, et tente même de rallier Axl de son côté.

### Épisode 10:Des parents formidables
- États-Unis : 8 décembre 2010 sur ABC
- Suisse : 3 novembre 2011 sur RTS Un
- France :
  - 9 juin 2012 sur Comédie !
  - 14 septembre 2014 sur Chérie 25

- États-Unis : 8,68 millions de téléspectateurs[17] (première diffusion)

C'est Noël ! Frankie a invité ses parents à la maison pour les fêtes pendant douze jours, Mike appréhende et pense que c'est une mauvaise idée, il est impossible que tout le monde s'entende bien aussi longtemps. Mais, Frankie réplique en lui disant que ce n'est pas sa famille, et que ses parents sont marrants et que tout se passera bien. En gonflant le matelas pour ses parents avec Mike au garage, Frankie tombe sur des cadeaux des enfants du dernier Noël encore emballées. En voyant que leurs enfants ne se rendent pas compte de l'importance des cadeaux et qu'ils ne daignent même pas les ouvrir, Frankie décide d'instaurer un Noël plus simple cette année pour que sa famille retrouve l'esprit de Noël et mesure l'importance de l'orange dans leur botte, et conseille alors à leurs enfants de travailler pour payer les cadeaux ou de les fabriquer avec leur cœur.
Sue décide donc de travailler au stand de vente des sapins, alors qu'Axl décide d'offrir ses services à Brick en guise de cadeau, il demande alors à son frère de lui construire un igloo. Mais, Frankie va se heurter à sa mère, qui se range du côté d'Axl lorsque Frankie lui demande de balayer la neige dans la maison, et offre à chacun de ses petits enfants un billet de 100 dollars, et est donc à l'opposé de la vision du Noël de Frankie, elle décide alors de mettre ses billets de côté sur les comptes des enfants pour qu'ils continuent à s'amuser et à travailler. Brick a d'autres problèmes, car son igloo est envahi par les Glossner et demande l'aide d'Axl et Sue pour le défendre, Sue va tenter sans succès de faire une trêve de Noël avec ses terribles voisins, mais va récolter une pluie de boules de neige.
De son côté, Mike doit supporter son beau-père très bavard le jour, la nuit, dans l'allée de son garage, et n'en pouvant plus de ses intrusions il tente de se cacher dans le garage, et quand Pat, son beau-père le retrouve il lui fait croire que la chaudière est cassée, et se retrouve obligé de faire semblant de se rendre à la quincaillerie et doit encore le supporter. Il finit par trouver la pièce de la chaudière à Terre Haute, à une heure de route, en apprenant que Pat fait sa marche matinale, Mike en profite pour y aller le plus vite possible, mais sa voiture va contrecarrer ses plans et Pat va une fois de plus s'incruster.

### Épisode 11:Les Boss de la maison
- États-Unis : 5 janvier 2011 sur ABC
- Suisse : 7 novembre 2011 sur RTS Un
- France :
  - 9 juin 2012 sur Comédie !
  - 14 septembre 2014 sur Chérie 25

- États-Unis : 9,31 millions de téléspectateurs[18] (première diffusion)

Brick a des problèmes d'insomnie, Mike et Frankie sont donc obligés de lui laisser leur lit car il prend trop de place, et se réveillent le lendemain matin avec d'horribles mal de dos. Le soir, Frankie rentre à la maison après avoir été chercher à manger dans trois fast-food différents pour satisfaire tous les goûts de ses enfants, mais ceux-ci ne sont toujours pas contents, alors que Mike s'apprête à aller leur chercher ceux qu'ils veulent dans un autre fast-food, lui et Frankie se rendent compte qu'ils sont au service de leurs enfants et qu'ils leurs passent tout en s'oubliant complètement. Ils décident alors de reprendre les choses en main de récupérer la maison, encouragés par une conversation que Frankie a eu plus tôt dans la journée avec Bob. Frankie passe à l'action dès le matin suivant en débarrassant la maison de toutes les affaires des enfants, Sue l'accuse alors de vouloir faire comme s'ils n'existaient pas elle et ses frères, plus tard Frankie remet tout le salon en place ce qui va perturber les enfants.
Sue décide d'abandonner le cross-country pour se lancer dans une nouvelle activité : comédienne de cabaret réfectoire, et a besoin d'un parapluie à pois, pour être accordé avec celui de Carly, mais ses parents ne veulent pas l'accompagner pour l'acheter, tout comme ils ne veulent plus emmener Brick à la bibliothèque, qui découvre alors le vaste et fabuleux univers d'Internet, le seul problème est qu'il croît à tout ce qu'il trouve et pense gagner aux enchères un voilier, plaire à des jeunes filles et parle avec de « gentils messieurs » qui lui donnent rendez-vous dans le parc. Ne se sentant plus à leur place, les enfants n'osent même plus rentrer à la maison, Axl tente alors la technique de l'ignorance pour que ses parents cèdent, mais il ne tient même pas trente secondes face au Bachelor. Vu que Frankie ne gère plus rien, les enfants n'ont rien à manger pour leur repas et Brick ne se réveille pas et loupe son bus après s'être endormi sur l'ordinateur.

### Épisode 12:Le Grand Frisson
- États-Unis : 12 janvier 2011 sur ABC
- Suisse : 8 novembre 2011 sur RTS Un
- France :
  - 9 juin 2012 sur Comédie !
  - 14 septembre 2014 sur Chérie 25

- États-Unis : 10,09 millions de téléspectateurs[19] (première diffusion)

Frankie ne se sent plus aussi belle qu'avant, et passe par la boutique de cosmétiques pour se maquiller avant d'aller à une réunion au lycée d'Axl, une vendeuse lui propose d'acheter un pot de crème rajeunissante, au début réticente en voyant le prix de 20$ pour un si petit pot, elle cède finalement à la tentation. Après l'avoir mise, elle est la seule à voir une réelle différence, et Sue se rend compte que le pot de crème coûtait en réalité 200$, et que sa mère a mal lu le prix. Au magasin, la vendeuse refuse de la rembourser, car le pot a déjà été ouvert, elle se retrouve alors dans l'obligation d'avouer le prix à Mike, qui n'arrête pas de se plaindre de la table bancale qu'il n'a pas les moyens de la changer. En apprenant la nouvelle, Mike ne s'énerve pas, mais se renferme et n'adresse plus la parole à Frankie. Mike doit reprendre son deuxième travail de livreur aux côtés de Bob pour payer les erreurs de sa femme, Frankie demande l'aide de Bob pour convaincre Mike de lui reparler, mais Bob n'est pas très doué. Estimant que ce n'est pas à son mari de payer pour ses erreurs, Frankie se met elle aussi à la recherche d'un deuxième emploi, et n'est embauché qu'au musée pionnier d'Orson où elle doit jouer le rôle de la femme d'un fermier macho et tyrannique du XVIIIe siècle.
Axl doit s'occuper d'un bébé en plastique pour son devoir de sciences et expérimente toutes les façons pour qu'il arrête de pleurer, Brick ne supportant plus les pleurs du bébé en plastique d'Axl qu'il a appelé "Tit Brick", s'installe dans la chambre de Sue, les deux nouveaux colocataires font alors un trou dans le mur après avoir lancé une chaussure pour faire crier encore plus le bébé d'Axl et embêter leur frère, ils doivent absolument trouver un moyen de reboucher ce trou, mais les deux vont aggraver la situation en agrandissant le trou, puis en faisant tomber un tournevis, et un œuf que Brick voulait prendre pour leur goûter. Sue n'a d'autre choix que de faire un nouveau trou dans son mur, pour récupérer l'œuf qu'elle ne peut pas laisser pourrir, en le récupérant, Brick et Sue sont tellement heureux qu'en sautant ils provoquent l'effondrement des deux parties du mur, et vont redécorer de posters la chambre de Sue pour cacher cet incident.

### Épisode 13:À chacun son sport
- États-Unis : 19 janvier 2011 sur ABC
- Suisse : 9 novembre 2011 sur RTS Un
- France :
  - 16 juin 2012 sur Comédie !
  - 21 septembre 2014 sur Chérie 25

- États-Unis : 8,32 millions de téléspectateurs[20] (première diffusion)

C'est le grand jour, c'est le Superbowl !  Axl préfère aller voir les préparations du match sur l'écran plat de Sean, et sur les conseils de Mike, Brick se met à s'intéresser au sport afin de tenir une conversation normale, au début Mike est heureux de partager enfin une passion avec son fils, mais comme d'habitude sa nouvelle passion vire à l'extrême, et le jour du Superbowl, Brick fait fuir tous les amis de Mike venus voir le match, en leur donnant toutes les statistiques de la compétition. En voyant son petit frère si proche de son père autour du sport, Axl commence à devenir jaloux et essaie d'attirer l'attention de son père, comme en assommant Sue avec un ballon, finalement le père et ses fils regardent le match tous les trois.
Sue va participer à la compétition de quadrille avec Brad comme partenaire, mais a peur qu'il fasse ça dans le but de raviver leurs sentiments, mais loin de là c'est en fait un entraînement draconien qui débute pour Sue que Brad juge comme très mauvaise danseuse. Elle s'entraîne durement pour tourner correctement à gauche, mais la veille de la compétition Brad est très stressé en voyant le niveau de Sue, et lui avoue que gagner cette compétition est très important pour lui, car il souffre des moqueries au collège. Le jour de la compétition, Brad est tellement stressé qu'il tourne à droite au lieu de tourner à gauche, Sue essaie de sauver la situation en faisant une totale improvisation, mais ils terminent finalement derniers et Brad est abattu, heureusement Sue habituée aux dernières places est là pour le réconforter.

### Épisode 14:La Saint-Valentin
- États-Unis : 9 février 2011 sur ABC
- Suisse : 29 novembre 2011 sur RTS Un
- France :
  - 16 juin 2012 sur Comédie !
  - 21 septembre 2014 sur Chérie 25

- États-Unis : 8,84 millions de téléspectateurs[21] (première diffusion)

Cette année, Mike doit s'occuper de l'atelier de fabrication de cartes de Saint Valentin à l'école de Brick car Frankie a été viré de toutes les activités scolaires de l'année à la rentrée dernière. Mike et Frankie s'aperçoivent que lors de sa préparation des cartes, Brick apporte une attention particulière à l'une d'elles : c'est celle d'Autumn, une fille pour qui Brick a un petit faible. À l'école, Mike sympathise avec la mère d'Autumn, qui s'occupe de l'atelier elle aussi, et lui apprend que son fils est amoureux de sa fille, une nouvelle qu'elle s'empresse de répéter à sa fille, détruisant les projets de Brick, celui-ci finit par se murer dans son silence et s'enfermer dans sa chambre. De plus lorsque Mike raconte tout à Frankie, elle soupçonne qu'il n'est pas insensible à la mère de la jeune fille. En parlant, Mike apprend également que Frankie a fait semblant d'aimer le film de leur premier rendez-vous, un mensonge que ne comprend pas Mike. De retour à l'école, Mike tente de rattraper le coup pour son fils, en disant à Autumn que la carte écrit par son fils n'est pas de lui mais d'un autre garçon, dans lequel Autumn tombe dans les bras quelques secondes plus tard. Les boulettes s'enchaînent, et pour prouver à Autumn que cette carte est bien celle de son fils, il prend l'une des cartes écrit par ce jeune garçon : Jake pour comparer les écritures, mais Mike déclenche une émeute dans la classe, et finit par crier sur les enfants en leur disant que la St Valentin est une arnaque et que c'est une fête commerciale, et finit par lui aussi se faire virer de l'atelier.
Pensant passer une journée à la maison après avoir été viré de l'atelier, Frankie est aux anges lorsqu'Axl lui demande de l'accompagner au centre commercial pour l'aider à acheter un cadeau pour sa nouvelle copine : Vanessa, mais en cherchant un cadeau Frankie découvre peu à peu les goûts et le look de cette fille : tatouages sur tout le corps, cheveux roses... Mais Frankie ne dit rien, car elle est tellement heureuse de partager ces quelques moments avec son fils, qui lui aussi commence à apprécier, car il veut aller manger un bout avec sa mère. Le lendemain, Frankie a tellement aimé sa sortie de la veille avec Axl qu'elle veut recommencer et lui propose d'aller tester le restaurant où il veut emmener Vanessa pour la St Valentin, Axl accepte du moment qu'elle lui paye le restaurant. Le jour de la St Valentin, Vanessa vient chercher Axl à moto et Frankie découvre enfin la jeune fille et son look différent, elle ne dit rien, mais lorsqu'elle se demande comment elle a pu laisser Axl sortir avec, Mike lui répond qu'elle était trop occupée à draguer son fils. À son retour, Axl a donc droit à une morale de ses parents, qui dérive très vite sur le mensonge de Frankie à propos de ce premier film que Mike lui reproche toujours.

### Épisode 15:Amis, mensonges et vidéos
- États-Unis : 16 février 2011 sur ABC
- Suisse : 14 novembre 2011 sur RTS Un
- France :
  - 16 juin 2012 sur Comédie !
  - 21 septembre 2014 sur Chérie 25

- États-Unis : 7,85 millions de téléspectateurs[22] (première diffusion)

À l'école, tous les enfants du cours de sociabilité passent dans le groupe supérieur sauf Brick, sa maîtresse dit alors à Frankie et Mike qu'ils doivent jouer davantage avec leur fils. Se rendant compte qu'elle ne passe pas du tout de temps avec son fils et ayant peur qu'il passe à côté de son enfance, Frankie emmène son fils dehors et l'oblige à jouer et sautiller, car ça lui rappelle son enfance, mais Brick est plus intéressé par ses livres. Elle finit finalement par se persuader que Brick est juste réservé et qu'il se fera des amis en temps voulu, et aura plutôt à s'inquiéter quand il voudra un ami, quelques minutes plus tard Brick vient lui demander de lui trouver un ami. Frankie prend alors sa mission très à cœur, et dès le lendemain elle se met à la recherche d'un ami pour son fils, et en trouve un seul sans amis mais en train de lire sur un banc du parc. Elle l'invite à jouer à la maison, et Frankie s'efforce de faire en sorte que lui et son fils passent une bonne après-midi, en partant le nouvel ami de Brick semble s'être amuser. Mais après quatre jours Frankie n'a plus aucune nouvelle, et face aux demandes de Brick, elle appelle sa mère, qui lui dit qu'elle n'a pas donné de nouvelles car son fils est malade, Frankie et Brick sont rassurés. Mais doutant de la sincérité de la mère, Frankie se rend chez l'ami de Brick, et découvre qu'il n'est pas du tout malade, en se retournant pour parler à Brick, Frankie percurte la voiture de l'ami de Brick, et se dispute violemment avec sa mère qui la traite de folle et se rend compte qu'elle l'espionnait, et lui avoue que son fils aime bien Brick, mais que Frankie lui fait peur. Pendant ce temps là, Brick se fait un ami tout seul et sympathise avec Harlo, un fan de cerfs-volants, un sujet que Brick travaillait au cours de sociabilité.
Malgré l'interdiction de son père, Sue monte un plan avec Carly, en se faisant passer pour des femmes, en utilisant la veste de Frankie, pour aller voir un film interdit aux moins de 16 ans. Frankie découvre le ticket du film dans sa veste Mike se rend compte qu'il devra alors la punir pour la première fois de sa vie. Mais en annonçant la punition, Sue dit que ce n'est pas assez, et se punit d'elle même en lui avouant toutes les bêtises qu'elle a fait, et lui montre le trou dans son mur qu'elle a fait avec Brick quelques mois plus tôt.

### Épisode 16:Panique à bord
- États-Unis : 23 février 2011 sur ABC
- Suisse : 15 novembre 2011 sur RTS Un
- France :
  - 16 juin 2012 sur Comédie !
  - 21 septembre 2014 sur Chérie 25

- États-Unis : 7,96 millions de téléspectateurs[23] (première diffusion)

Les Heck s'ennuient et se plaignent de cet hiver interminable, heureusement Sue remporte un concours dont le premier prix est un voyage pour quatre à New York, après avoir acheté un billet d'avion low coast pour Brick et s'être levés en retard le jour du départ, les Heck arrivent quand même l'aéroport. Frankie ne veut pas payer pour ses bagages et emploie les grands moyens pour que sa valise passe dans le scanner, et accroche une étiquette sur Brick et l'oblige à s'habiller en orange de peur de le perdre.

### Épisode 17:Le Cours de math
- États-Unis : 2 mars 2011 sur ABC
- Suisse : 16 novembre 2011 sur RTS Un
- France :
  - 23 juin 2012 sur Comédie !
  - 21 septembre 2014 sur Chérie 25

- États-Unis : 7,86 millions de téléspectateurs[24] (première diffusion)

En vidant le sac de Brick, Frankie découvre qu'il a eu un D à son devoir de maths. Etant l'espoir de réussite de la famille, Frankie et Mike ne veulent pas laisser passer ça, et se mettent alors à aider Brick à faire ses devoirs, une activité qui a souvent été synonyme de calvaire chez les Heck, ce qui ne change pas parce que c'est Brick, Frankie est perdue et ne comprend rien aux méthodes de calcul de Melle Rinsky, la maîtresse de Brick. Il ne reste alors plus qu'une solution, retourner voir Melle Rinsky, Frankie prend donc son courage à deux mains et va voir celle qu'il l'a banni de l'école en début d'année la traitant de mère poule. Melle Rinsky pense que Frankie vient la voir parce que son fils chéri a des mauvaises notes, mais elle lui explique alors les problèmes qu'elle a à aider son fils, pour y remédier Melle Rinsky l'invite elle et Mike à venir suivre les cours du soir pour adultes. Ils vont donc à ces cours, mais là bas Mike découvre que Frankie fayotte avec la maîtresse, tandis que Frankie a le plus grand mal avec les opérations. Après avoir fait croire à Mike qu'elle avait trouvé la réponse avant lui, Melle Rinsky envoie Frankie au tableau pour qu'elle montre la réponse, mais elle n'en a aucune idée. Mike aide donc Brick à faire ses maths, ayant plus de capacités que sa femme, mais cela ne change rien et Brick revient avec un D-. Frankie rejette alors la faute sur Melle Rinsky en disant que c'est une mauvaise prof. Dans la nuit, après quatre bouteilles de bière, elle envoie un mail à la directrice pour critiquer les méthodes de Melle Rinsky, mais le lendemain matin quand elle se rend compte qu'elle a été jusqu'à la traiter de nazi, Frankie doit aller s'expliquer. Avant de partir, Brick lui avoue qu'il a eu cette note car il n'a répondu qu'à trois questions sur quarante-cinq, et trouve que sa maîtresse a été gentille sur la note. À l'école, tout le monde dit à Frankie que Brick a de la chance d'avoir Melle Rinsky. Une fois dans le bureau de la directrice, Frankie doit s'expliquer et voudrait qu'ils oublient tous ça, mais elle découvre qu'ils ont un dossier sur elle à l'école. Finalement, Melle Rinsky encore gentille, ne demande pas de la bannir de l'école mais de l'engager en tant que bénévole toute l'année.

### Épisode 18:Le Cambriolage
- États-Unis : 23 mars 2011 sur ABC
- Suisse : 18 novembre 2011 sur RTS Un
- France :
  - 23 juin 2012 sur Comédie !
  - 21 septembre 2014 sur Chérie 25

- États-Unis : 7,05 millions de téléspectateurs[25] (première diffusion)

Alors qu'ils sont partis trois jours en vacances, Frankie reçoit un appel de sa voisine Nancy, lui disant que leur maison a été cambriolée. Mais en rentrant et en voyant la maison, ils se rendent compte que c'est en réalité l'état normal de leur demeure. Frankie décide alors de faire un grand nettoyage de printemps et de jeter toutes les choses qui ne leur ont pas servis récemment et d'adopter la méthode "Paris Hilton" et de vivre au jour le jour, ce qui plaît à Axl qui se débarrasse de tous ses livres de cours, et décide de devenir bouddhiste en ne gardant que l'essentiel. Mais Sue a plus de mal avec l'idée de jeter toutes ces choses, les heures passent et le tas de choses augmentent tandis que les Heck fatiguent et ne peuvent plus accéder à aucune pièce de la maison. Les Heck décident de tout mettre dehors, mais les voisins pensent alors que c'est une décharge, et le lendemain matin le jardin des Heck est rempli de vieux objets ne leur appartenant pas.
Sue et Axl ont pour mission de tout apporter à la déchetterie. Mais Sue a du mal à jeter une boîte de bigoudis du CE2, qu'elle dit sensibles, alors que son frère la prend pour une folle et lui dit que les bigoudis ne sont pas vivants, sa mère arrive à la convaincre en disant qu'ils pourraient servir à un SDF aux cheveux lisses. À la déchetterie, Axl et Sue déposent tout devant la grille, et se font crier dessus par les haut-parleurs leur disant de les déposer à l'intérieur de la déchetterie, ils s'en vont alors en vitesse, mais une fois rentrés chez eux Sue est paniquée, persuadée d'être recherché par la police, Axl se moque encore de sa sœur et de ses peurs ridicules. En rangeant, Frankie tombe sur des listes de Mike et découvre qu'il a pesé le pour et le contre avant de l'épouser. Mike lui dit que c'est un vieux truc qu'il a fait quand il la connaissait à peine, mais Frankie ne démord pas et invente elle aussi des listes pour faire comprendre à son mari que lui aussi a des tas de défauts et très peu de pour. Pendant la conversation, Frankie fait comprendre à Mike qu'elle était trop bien pour lui à l'époque, et qu'il a de la chance de l'avoir eu.

### Épisode 19:Le Trophée
- États-Unis : 13 avril 2011 sur ABC
- Suisse : 21 novembre 2011 sur RTS Un
- France :
  - 23 juin 2012 sur Comédie !
  - 28 septembre 2014 sur Chérie 25

- États-Unis : 6,14 millions de téléspectateurs[26] (première diffusion)

Brick doit porter à contre-cœur les vieux habits qu'il a reçus de ses cousins, et le moins que l'on puisse dire c'est qu'ils n'ont pas le même style, et ne supporte plus que dès qu'il croise quelqu'un il le compare à une vieille célébrité dépassée.  Sue est excitée à l'idée de recevoir son premier trophée quand elle annonce à ses parents que c'est elle qui a été désignée Athlète la plus méritante du club de cross. Mais à la remise de prix, ses parents se rendent compte que cette cérémonie n'est qu'une grosse mascarade et que toute l'équipe de cross country décroche un trophée, leur fille remporte en réalité le trophée APM de la ponctualité. Fière d'elle, elle parade dans le quartier pour montrer à tout le monde son trophée, jusqu'au moment où un chien le lui vole et le dépose dans le garage des Glossner, Brick lui vient en aide pour le récupérer et les deux essaient de négocier avec leurs voisins, mais Brick en a assez de voir sa sœur se faire arnaquer et se faire voler tout ce qu'elle leur propose en échange du trophée, et décide d'aller le récupérer dans le garage à leur insu. Mais, en voulant attraper le trophée, Brick se retrouve coincé dans le garage, Sue doit alors à nouveau négocier avec ses terribles voisins pour récupérer son trophée et son petit frère, et après avoir refusé d'embrasser son voisin, elle doit choisir entre son frère ou le trophée. Sue choisit Brick, qui a enfin trouvé une utilité aux habits de ses cousins, en démontant le trophée de Sue pour le cacher dans toutes les poches de son pantalon. 

### Épisode 20:Mariage princier
- États-Unis : 20 avril 2011 sur ABC
- Suisse : 22 novembre 2011 sur RTS Un
- France :
  - 23 juin 2012 sur Comédie !
  - 28 septembre 2014 sur Chérie 25

- États-Unis : 6,82 millions de téléspectateurs[27] (première diffusion)

Brick apporte l'épidémie de grippe annuelle chez les Heck, heureusement tout le monde est sur pied pour le jour du mariage de Kate et Willam qu'attend Frankie avec impatience, elle se fait livrer des objets d'Angleterre à l'effigie des mariés ce qui fait bien rire sa famille et essaie de nettoyer une tâche tenace sur sa tété. En se rendant au magasin pour trouver un produit pour sa télé, elle tombe sur un vendeur et lui explique tous les problèmes qu'elle a avec sa télé, celui-ci n'a alors qu'une solution : en acheter une nouvelle. Après plusieurs hésitations, Frankie profite d'une promotion spéciale permettant d'apporter la télé dans les deux semaines pour être remboursé, elle investit alors dans une télé écran plat de 3000$ et prévoit de la ramener juste après le mariage princier. 
Au collège, Sue se retrouve toute seule à la cantine après qu'elle a refilé sa grippe à Carly, et regarde la télé où elle découvre qu'ils vont passer des auditions pour le journal du collège. Elle s'entraîne alors pour auditionner à la présentation du journal du collège, et demande alors conseil à Brick qui lui dit qu'elle doit être plus naturelle et plus articuler, et lui conseille de s'écrire un pense-bête sur une affiche pour le jour de l'audition. Ce fameux jour, elle suit à la lettre les recommandations de Brick, mais elle va en faire un peu trop, passant pour une cinglée aux yeux de tout le monde. Elle est recalée, mais est finalement recrutée pour écrire les textes des journalistes grâce à la belle écriture de son affiche.
À la carrière, Mike décide de supprimer les bretzels pour réduction budgétaire plutôt que de licencier un des employés, mais il  va déclencher une véritable mutinerie des ouvriers, qui eux préféreraient voir licencier un de leurs collègues que de perdre les bretzels. Ils auront le soutien d'un représentant d'état, mais Mike menaçant maintenant de déduire l'argent de leur salaire, ils se remettent tous au boulot.

### Épisode 21:Séance de rattrapage
- États-Unis : 4 mai 2011 sur ABC
- Suisse : 23 novembre 2011 sur RTS Un
- France :
  - 30 juin 2012 sur Comédie !
  - 28 septembre 2014 sur Chérie 25

- États-Unis : 7,08 millions de téléspectateurs[28] (première diffusion)

M. Elhert veut que Frankie vienne travailler le jour de la fête des mères, heureusement pour elle Bob se propose de la remplacer, sa mère ne voulant pas qu'il passe pour la fête des mères. À la maison, Mike a oublié que c'était la fête des mères jusqu'à ce que Frankie lui rappelle, tout comme les enfants qui ont besoin de que leur père leur en parle. Mike et les enfants ne savent pas quoi offrir à Frankie, et devant les idées ridicules des enfants, ils décident alors de lui offrir leur absence, ce qui ravit Frankie heureuse d'avoir enfin une journée pour elle. Le jour de la fête des mères, Frankie a donc toute la journée devant elle sans les enfants et Mike, en voulant récupérer ses lunettes elle voit que le tiroir est cassé et décide de le réparer, puis tombe sur des factures non payées avant de se mettre à dégivrer le congélateur, finalement lorsqu'elle s'installe enfin dans le canapé, les enfants et Mike rentrent et Frankie se rend compte qu'elle a gâché toute sa journée en faisant des tâches ménagères. En rentrant les enfants sont heureux de leur journée passés avec leur père, qui les a emmené à Brown County avec pique nique, partie de volley, photo en costumes d'époque... au programme, tout ce qu'ils n'ont jamais voulu faire quand Frankie le leur proposait. En apprenant tous les détails de la journée, Frankie est jalouse, et va se plaindre à son mari quand elle lui raconte sa journée, pour la réconforter Mike lui propose de retourner à Brown County le week-end suivant.

### Épisode 22:La Bonne Attitude
- États-Unis : 11 mai 2011 sur ABC
- Suisse : 24 novembre 2011 sur RTS Un
- France :
  - 30 juin 2012 sur Comédie !
  - 28 septembre 2014 sur Chérie 25

- États-Unis : 7,25 millions de téléspectateurs[29] (première diffusion)

Avec son ami Harlo, Brick se met à présenter un spectacle devant ses parents, étant félicité pour la qualité du spectacle, Brick enchaîne ces représentations à tout moment de la journée et en totale improvisation loin de la qualité du premier, si Frankie arrive à y échapper en prétextant toujours aller faire des courses, ce n'est pas le cas de Mike. Axl recherche la fille qu'il a invité pour le bal dans l'album du lycée et découvre que c'est Ashley la givrée, Axl veut alors lui envoyer un SMS pour lui dire qu'il s'est trompé et lui poser un lapin, mais Mike veut qu'il le lui dise de vive voix. Plus tard, Frankie reçoit un appel de la mère d'Ashley, qui lui dit que sa fille est ravie d'aller au bal et lui propose d'accorder les vêtements de leurs enfants, Frankie comprend alors qu'Axl n'a rien dit à Ashley. Axl lui attend la "deuxième vague", celle où les filles se font jeter par leurs cavaliers et tombent dans les bras du premier venu, mais Frankie lui rappelle qu'il a déjà une cavalière et le force à se rendre au bal avec elle, n'acceptant pas qu'il se comporte comme un goujat.
En ouvrant la porte, Sue est comblée de retrouver le révérend Tim Tom, que Frankie a convié au dîner avec l'intention cachée d'avoir un soutien pour faire adopter la bonne attitude à Axl, mais contre toute attente le révérend va se ranger du côté d'Axl et le défendre. Lors du dîner, Brick insiste pour présenter une de ses pièces, Mike finit alors par lui avouer qu'il trouve ses prestations longues et ennuyeuses et lâche également que Frankie a fait venir le révérend pour recadrer Axl, celui-ci vexé va s'enfermer dans sa chambre. Le révérend part retrouver Axl dans sa chambre, et en partageant quelques morceaux de guitare, Axl accepte de lui-même d'aller au bal avec Ashley, qui vient alors le rejoindre chez lui. Mike va voir Brick pour lui dire qu'il a trouvé sa première pièce vraiment réussie, mais que les suivantes étaient improvisées, et qu'il n'a pas à subir ces pièces sans arrêt, Brick lui répond alors que lui aussi doit subir des conversations avec son père sur des sujets loin d'être passionnant mais qu'il l'écoute, car c'est ça la famille. Mike accepte alors de regarder les prestations de son fils, en s'assurant que Frankie reste avec lui.

### Épisode 23:Lâcher-prise
- États-Unis : 18 mai 2011 sur ABC
- Suisse : 28 novembre 2011 sur RTS Un
- France :
  - 30 juin 2012 sur Comédie !
  - 28 septembre 2014 sur Chérie 25

- États-Unis : 7,68 millions de téléspectateurs[30] (première diffusion)

Mike n'en peut plus des amendes qu'il reçoit après des détours pour aller au supermarché à cause de l'étrange phobie de Brick qui a peur de traverser un pont, Mike décide d'agir et laisse une semaine à Frankie pour tenter de faire traverser le pont à Brick, mais après avoir utilisé tous les moyens elle n'obtient aucun résultat et se demande même si elle a encore envie de traverser un pont après que son fils lui a fait un tableau glaçant de leur mort par noyade si le pont venait à s'écrouler. Mike prend alors les choses en main et après avoir usé de tous les stratagèmes le résultat n'est pas plus satisfaisant. Après qu'ils se sont demandé d'où venait cette phobie de Brick, ils finissent par se persuader que Brick est un enfant indépendant qui suit son instinct et lui laisse alors le temps pour vaincre sa phobie.
Frankie doit en plus de la phobie de Brick, gérer les sautes d'humeur de sa fille. C'est l'événement de l'année pour Sue, l'ouverture de la piscine municipale, après que Frankie a repoussé l'anniversaire de Tante Edie pour permettre à Sue de ne pas rater cet événement, elle l'accompagne faire du shopping pour qu'elle puisse s'acheter un bikini, Sue n'ayant que des vieux maillots de bain une pièce. Mais au magasin, Sue passe des heures dans la cabine d'essayage et se plaint de ne rien trouver qui lui va, Frankie tente d'user d'arguments pour la faire sortir de là mais rien ne fait et elle ne reçoit que des insultes, jusqu'à ce que la vendeuse ne vienne la libérer de son calvaire en utilisant les mêmes arguments qu'elle auprès de Sue. Le jour de l'ouverture de la piscine elle n'enlève finalement pas son t shirt, mais est très fière de monter les bretelles de son bikini, ce que ne comprend absolument pas Frankie. Axl postule pour le poste de maître nageur à l'approche de l'ouverture de la piscine, il pense avoir toutes ses chances en voyant des concurrents tels que Bob, jusqu'à ce qu'il se rend compte que Sean Donahue veut également le poste, les Heck n'ayant jamais réussi à battre les Donahue. Il travaille d'arrache-pied en révisant les épreuves pour battre Sean après que son père lui a dit qu'il n'avait aucune chance face à un Donahue. Le jour du test, le poste se joue entre Axl et Sean, qui se sauvent tous les deux et Axl obtient finalement le poste, mais il va vite s'apercevoir que les jolies filles ont préféré le lac ce que va lui confirmer Sean et se retrouve alors à soigner une bande d'enfants.

### Épisode 24:Le Retour de l'été
- États-Unis : 25 mai 2011 sur ABC[31]
- Suisse : 29 novembre 2011 sur RTS Un
- France :
  - 30 juin 2012 sur Comédie !
  - 28 septembre 2014 sur Chérie 25

- États-Unis : 7,33 millions de téléspectateurs[32] (première diffusion)

Dans quatre jours ce sont les vacances d'été !! Frankie a déjà acheté la torche Tiki, mais avant il reste à passer la fin de l'année scolaire ! Et encore une fois, elle ne sera pas de tout repos ! Sue est surexcitée alors qu'elle s'apprête à recevoir le prix d'assiduité du collège, mais en allant voir la secrétaire, qui ne se souvient pas l'avoir déjà vu dans le collège, elle apprend que personne ne recevra de prix d'assiduité cette année, car personne n'a été présent tous les jours et Sue découvre qu'elle est considérée comme absente le 13 octobre. Elle est sure d'avoir été présente ce jour-là et va alors tout faire pour le prouver.
Le passage en classe supérieure de Brick est une nouvelle fois compromis, car il n'a pas encore commencer à écrire un journal quotidien de son année qu'il doit rendre avant la fin de la semaine. Avec l'aide de Frankie, il se met alors à raconter une année de sa vie, en deux jours, mais dès le jour de la rentrée ils bloquent et ne se souviennent plus de rien, et ce n'est pas mieux pour les jours fériés. Frankie se rend alors compte qu'elle a de gros problèmes de mémoire lorsqu'elle ne se souvient plus de rien et se rend même compte qu'ils ont oublié de fêter Pâques et l'anniversaire de Mike. Incapable de se souvenir de la moindre chose, Frankie et Mike viennent en aide à Brick qui se mettent à inventer n'importe quoi comme de la chute libre ou écrire une lettre au président Nixon, en prétextant que son institutrice ne lira jamais tout. En pleine nuit, Sue ne parvient pas à dormir à cause de la perte de son prix et tombe sur Brick en pleine rédaction de son journal, qui lui dit qu'il se souvient qu'elle portait du rouge le 13 octobre. Sue sait qu'elle porte du rouge quand elle va chez l'orthodontiste et va chercher un mot, mais ce n'est pas suffisant pour prouver sa présence au collège, et se souvient qu'elle a ensuite été à l'infirmerie, et que l'infirmière lui a demandé d'aller récupérer le sac de l'une de ses camarades dans la salle de la musique. En allant voir le professeur de musique, celui-ci lui dit qu'il se souvient d'une folle qui a débarqué en plein milieu des répétitions du concert d'automne, des répétitions qu'il a enregistré, Sue tient enfin la preuve de sa présence le 13 octobre.
Pour éviter les cours de rattrapage de l'été, Axl doit réaliser ses 30 heures de bénévolat qu'il n'a pas effectué dans l'année, mais il est incapable de choisir une association. Il essaie alors de tirer profit de la situation en exploitant les enfants défavorisés pour préparer les plats des détenus de prison, mais Mike le surprend et lui dit de se débrouiller lui-même.